# 최연우 (2009년)
최연우(2009년 6월 22일~)는  뮤지컬 배우이다
- 2020 DIMF 뮤지컬 스타 (2020) - 우수상(4위)
- KBS 불후의 명곡 - 신동 특집

## 공연
- 애니 (2019)
- 명성황후 (2021)
- 서편제 (2022)
- 나루 뮤지컬 나잇 (2022)

## 수상
- 2019,2020 아리인뮤지컬대회 초등부 금상
- 채널 A 2020 DIMF 뮤지컬스타 우수상
- 2021 경향뮤지컬대회 초등부 최우수상